# Liberalización económica
La liberalización económica es un modelo económico basado en el libre mercado que consiste en:
1. Reducir o eliminar las regulaciones estatales en el ámbito empresarial (libre empresa).
2. Privatizar determinadas empresas públicas.
3. Reducir o eliminar determinadas ayudas económicas estatales a ciudadanos y empresas (prestaciones, subvenciones, etc.).
4. Reducir el gasto público y los impuestos a ciudadanos y empresas.

La liberalización económica se encuentra relacionada con el liberalismo clásico y tiene como objetivo promover el desarrollo económico.
En décadas recientes la mayoría de los países del primer mundo han transitado una senda de liberalización económica con el objetivo de mantener o aumentar su competitividad como ambientes propicios para el desarrollo de negocios. Las políticas de liberalización incluyen la privatización parcial o total de instituciones o bienes del gobierno, una mayor flexibilidad del mercado laboral, menores impuestos sobre los negocios, menos restricciones sobre los capitales domésticos y extranjeros, mercados abiertos, etc. En apoyo de la liberalización el primer ministro británico Tony Blair expresó que: «El éxito será de aquellas empresas y países que son rápidas en adaptar, lentas en protestar, abiertas y que promueven el cambio. La tarea de los gobiernos modernos es asegurar que nuestros países son capaces de enfrentar este desafío».
En países en desarrollo, la liberalización económica se refiere a una mayor liberalización o una mayor "apertura" de sus economías respectivas al capital extranjero y las inversiones. Tres de las economías en desarrollo de crecimiento más acelerado en la actualidad; Brasil, China, e India, han logrado un rápido crecimiento económico durante las últimas décadas luego de haber "liberalizado" sus economías frente al capital extranjero.
En la actualidad numerosos países, especialmente aquellos del tercer mundo, parecería que no tienen otra alternativa que aplicar algún grado de "liberalización" de sus economías para ser competitivos y así poder atraer y retener inversiones tanto domésticas como extranjeras. 
Por ejemplo, en 1991, India no tuvo otra opción que implementar reformas económicas. De forma similar, en Filipinas, las propuestas de cambios constitucionales incluyeron reformar los restrictivos articulados económicos existentes en su Constitución de 1987.
El extremo opuesto de una economía liberalizada es el caso de la economía de la totalitaria Corea del Norte con su sistema económico "auto-suficiente" que se encuentra cerrado al comercio extranjero y la inversión (véase autarquía). Sin embargo, Corea del Norte no se encuentra aislada por completo de la economía global, ya que recibe ayuda de otros países a cambio de paz y restricciones en su programa nuclear. Otro ejemplo es el de los países que poseen una gran riqueza producto del petróleo tales como Arabia Saudita y los Emiratos Árabes Unidos, que no consideran sea necesario abrir más sus economías a los capitales extranjeros e inversiones ya que las reservas de petróleo les proveen de enormes beneficios por exportación de petróleo.
La decisión de adoptar reformas económicas y su posterior reversión o mantenimiento es función de diversos factores, cuya presencia o ausencia determinan el curso a seguir. Sharma (2011) explica dichos factores, su teoría es bastante generalizable y aplicable a los países en vías de desarrollo que implementaron reformas económicas durante la década de 1990.